# 吉莉恩·卡尔顿
吉莉恩·卡尔顿（英語：Gillian Carleton，1989年12月3日—），加拿大女子自行车运动员。她曾代表加拿大参加2012年夏季奥林匹克运动会自行车比赛，获得女子团体追逐赛铜牌。